# Porto Alegre Challenger 1981
Il Porto Alegre Challenger 1981 è stato un torneo di tennis facente parte della categoria ATP Challenger Series nell'ambito dell'ATP Challenger Series 1981. Il torneo si è giocato a Porto Alegre in Brasile dal 3 al 9 agosto 1981 su campi in terra rossa.

## Vincitori

### Singolare
Carlos Kirmayr ha battuto in finale  Julio Goes con il punteggio di 7–6, 6–3

### Doppio
- Doppio non disputato